# Clausura topológica
En un espacio topológico {\displaystyle (X,T)} la clausura, adherencia, cerradura o cierre de un subconjunto E es el conjunto:

{\displaystyle {\bar {E}}=\{x\in X|\forall N(x):N(x)\cap E\neq \emptyset \}}

donde {\displaystyle N(x)} es el símbolo para un entorno de x. Es decir, es el conjunto de todos los puntos de adherencia de E.
Una manera de definir un conjunto cerrado es diciendo que "un conjunto es cerrado si y sólo si es igual a su clausura".
Equivalentemente la clausura se puede definir mediante

{\displaystyle {\bar {E}}=E\cup E'}

donde {\displaystyle E'\ } es el conjunto de los puntos de acumulación de {\displaystyle E\ }.
La clausura de {\displaystyle E\ } es también la intersección de todos los conjuntos cerrados que contienen a {\displaystyle E\ }.

## Propiedades
Sea (X, T) un espacio topológico entonces:
- ∅c = ∅
- M ⊂ Mc para todo M elemento del conjunto potencia de X.
- (M ∪ N)c = Mc  ∪ Nc
- {\displaystyle M\subset N\ \rightarrow M^{c}\subset N^{c}\ }
- La clausura de la intersección de dos conjuntos está contenida en la intersección de sus respectivas clausuras: (M∩N)c ⊂ Mc ∩ Nc.[1] Sin embargo, la contención recíproca no siempre se cumple.
- (Mc)c = Mc para cualquier miembro del conjunto 2X
- La adherencia {\displaystyle M^{c}} es un conjunto cerrado.
- La adherencia {\displaystyle M^{c}} es el menor conjunto cerrado que contiene  al conjunto {\displaystyle M}.[2]